# Maty Noyes
Madeline Ashley Noyes (Corinth, 25 agosto 1997) è una cantante statunitense.

## Biografia
Noyes è cresciuta nella città di Corinth, Mississippi con la sorella Abby e si trasferisce a Los Angeles dopo il diploma di scuola superiore.
Nel 2015 Noyes ha collaborato nel singolo Stay di Kygo. Ha anche collaborato nella canzone Angel di The Weeknd. Nel 2015, ha pubblicato Haunted come parte della colonna sonora del film Il segreto dei suoi occhi. Nel 2016, ha pubblicato il suo singolo In My Mind.

## Discografia

### Singoli

#### Come artista principale
- 2015 – Haunted
- 2016 – In My Mind
- 2017 – London
- 2017 – Say It to My Face
- 2017 – Goodbye (con Mokita)
- 2018 – Spiraling Down
- 2018 – Lava Lamps (feat. Beekwilder)
- 2018 – Porn Star
- 2019 – Wherever U Are (con adam&steve)
- 2019 – Love Don't Cost a Thang (feat. Franke e Lemaitre)
- 2020 – Sunlight
- 2020 – Man Needs A Woman
- 2020 – Wrong
- 2020 – Lowkey (con Franke)
- 2021 – Alexander
- 2021 – Cake
- 2021 – California Palms
- 2023 – Lighter Thief
- 2023 – Ambience & Apple Pie
- 2023 – Idea

#### Come artista ospite
- 2015 – Stay (Kygo feat. Maty Noyes)
- 2017 – Too Soon (Vanic feat. Maty Noyes)
- 2017 – Higher (Lemaitre feat. Maty Noyes)